# Sidi Daoud (kommun i Marocko)
Sidi Daoud (franska: Sidi Daoud (CR), Sidi Daoud (Commune Rurale), arabiska: دار الحمراء) är en kommun i Marocko.   Den ligger i provinsen Moulay Yacoub och regionen Fès-Meknès, i den nordöstra delen av landet, 160 km öster om huvudstaden Rabat. Antalet invånare är 12 791.